# 9725 Wainscoat
9725 Wainscoat è un asteroide della fascia principale. Scoperto nel 1981, presenta un'orbita caratterizzata da un semiasse maggiore pari a 2,4579462 UA e da un'eccentricità di 0,1660628, inclinata di 1,87716° rispetto all'eclittica.